# Saucisse de Francfort
La saucisse de Francfort (Frankfurter Würstchen, en allemand), aussi appelée francfort, est une saucisse fumée précuite, originaire d'Allemagne.

## Description
Traditionnellement faite d'une fine pâte de porc, elle connaît aujourd'hui plusieurs variations.
La saucisse française sous boyau beige peut contenir du bœuf et du veau alors que la version américaine, la fameuse saucisse à hot-dog, peut contenir de la viande séparée mécaniquement, des sous-produits de porc ou de bœuf ainsi que des édulcorants, des aromates et des additifs.
Elle peut contenir jusqu'à 30 % de matières grasses. Elle est souvent colorée avec de la cochenille, un insecte.